# Transua (département)
Le département de Transua est un département de Côte d'Ivoire. 